# Haematopota elegans
Haematopota elegans är en tvåvingeart som beskrevs av Schuurmans Stekhoven 1926. Haematopota elegans ingår i släktet Haematopota och familjen bromsar. Inga underarter finns listade i Catalogue of Life.